# Usambara-Post
Die Usambara-Post war eine deutschsprachige Wochenzeitung in Deutsch-Ostafrika von 1904 bis 1916.

## Geschichte
Seit 1901 erschienenen die Anzeigen von Tanga, die vor allem amtliche Mitteilungen für die nördlichen Gebiete der Kolonie Deutsch-Ostafrika veröffentlichten.
Seit 1904 wurden diese als  Usambara-Post fortgesetzt, die weiter  amtliche Bekanntmachungen enthielt, dazu aber auch Nachrichten zu regionalen und Wirtschaftsthemen, einige Aufsätze, Anzeigen, sowie kurze politische Nachrichten von der britischen Agentur Reuter.
Zum ersten zivilen Gouverneur von Deutsch-Ostafrika Albrecht von Rechenberg verschärften sich seit dessen Amtsantritt im Frühjahr 1906 bald die Spannungen, da dieser eine wesentlich liberalere und humanere Umgangsweise mit der einheimischen schwarzen Bevölkerung einzuleiten versuchte. Daraufhin entzog dieser der Usambara-Post die behördliche Unterstützung, wie Regierungsabonnements und die Druckmöglichkeiten, worauf diese das Erscheinen Ende des Jahres einstellte.
Nachdem eine vom Gouvernement unterstützte alternative Usamaro-Post (3. April–12. Juni 1907) keinen Erfolg hatte, begann die Usambara-Post seit dem 1. Juni 1907 erneut mit ihrem Erscheinen.
Sie blieb auch nach dem Übergang des Gebietes unter britische Herrschaft 1914 bestehen, stellte ihr Erscheinen dann aber 1916  endgültig ein.

## Weitere Einzelheiten
Die Usambara-Post enthielt verschiedene Beilagen, wie die Mitteilungen aus dem Biologisch-Landwirtschaftlichen Institut Amani  (1903), Der Ansiedler-Freund, die Kilimandjaro- und Meru-Zeitung (1913), die Usambara-Pest und Kiongozi (in Kisuaheli-Sprache).
Sie hatte verschiedene Chefredakteure, darunter Horn (um 1906/1907). 
Die Usambara-Post war stark auf die Interessen der deutschen Farmer im Norden ausgerichtet. Sie sprach sich in den Kontroversen 
um die liberale Politik des Gouverneurs Rechenberg stets für eine harte Haltung gegenüber der einheimischen schwarzen Bevölkerung aus und hatte auch antisemitische Untertöne.   
Sie ist aber eine wichtige Quelle zur Situation der Region in dieser Zeit, da sie viele Berichte und Anzeigen zu einzelnen Ereignissen und Veranstaltungen enthält.
Die wichtigste Zeitung in der Kolonie Deutsch-Ostafrika war die Deutsch-Ostafrikanische Zeitung (1899–1916), die ähnlich ablehnend gegenüber dem Gouverneur Rechenberg stand, außerdem gab  es noch die Deutsch-Ostafrikanische Rundschau (1908–1912), die von diesem als eigenes Organ gegründet worden war.